# Lý thuyết biểu diễn

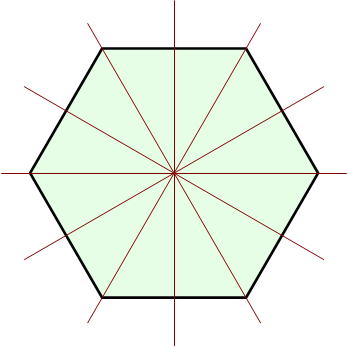
Lý thuyết biểu diễn nghiên cứu cách các cấu trúc đại số "biến đổi" các đối tượng toán học. Ví dụ đơn giản nhất là cách nhóm đối xứng của các đa giác biến đổi đa giác, bao gồm phép phản xạ và phép quay.

Lý thuyết biểu diễn là một nhánh của toán học nghiên cứu các cấu trúc đại số trừu tượng bằng cách biểu diễn các phần tử của chúng dưới dạng biến đổi tuyến tính của các không gian vectơ, cũng như nghiên cứu về mô-đun trên các đối tượng đại số trừu tượng này. Về cơ bản, một biểu diễn cụ thể hoá những cấu trúc đại số trừu tượng bằng cách mô tả các phần tử của chúng bằng ma trận và các toán tử đại số của nó (ví dụ như phép cộng ma trận và phép nhân ma trận). Vì lý thuyết ma trận và toán tử tuyến tính đã được hiểu rõ nên biểu diễn của những cấu trúc trừu tượng hơn thông qua những cấu trúc đại số tuyến tính quen thuộc giúp chắt lọc những tính chất toán học và đôi khi giúp đơn giản hoá những phép tính trên những lý thuyết trừu tượng.
Những cấu trúc đại số nằm trong định nghĩa này bao gồm nhóm, đại số kết hợp và đại số Lie. Trong số đó, nổi bật nhất (và đầu tiên trong lịch sử) là lý thuyết biểu diễn nhóm, trong đó các phần tử của 1 nhóm sẽ được biểu diễn bằng các ma trận khả nghịch sao cho toán tử trên nhóm là phép nhân ma trận.
Lý thuyết biểu diễn là một phương pháp hữu ích vì nó đơn giản hoá những bài toán trong đại số trừu tượng thành những vấn đề vốn đã được hiểu rõ, là những bài toán trong đại số tuyến tính. Ngoài ra, không gian vectơ mà một nhóm (ví dụ) trên đó được biểu diễn có thể tổng quát hoá thành vô hạn chiều, và nếu nó là một không gian Hilbert, những phương pháp giải tích toán học cũng có thể được áp dụng vào lý thuyết nhóm. Lý thuyết biểu diễn đóng vai trọng quan trọng trong vật lý vì nó mô tả ảnh hưởng của các nhóm đối xứng của 1 hệ vật lý lên nghiệm của các phương trình biểu diễn hệ đó.
Lý thuyết biển diễn thâm nhập khắp các lĩnh vực của toán học bởi 2 lý do. Thứ nhất, ứng dụng của lý thuyết biểu diễn rất đa dạng, bên cạnh tác động của nó lên đại số, nó còn:
- giải thích và tổng quát hoá giải tích Fourier thông qua giải tích hàm điều hoà,[13]
- liên quan với hình học thông qua lý thuyết bất biến và chương trình Erlangen,[14][15][16]
- tác động đến lý thuyết số thông qua hàm tự đẳng cấu và chương trình Langlands.[17][18]

Thứ hai, có rất nhiều hướng tiếp cận lý thuyết biểu diễn. Cùng 1 đối tượng có thể được nghiên cứu bằng nhiều phương pháp từ hình học đại số, lý thuyết mô-đun, lý thuyết số giải tích, hình học vi phân, lý thuyết toán tử, tổ hợp đại số và tô pô.
Sự thành công của lý thuyết biểu diễn đã dẫn đến nhiều sự tổng quát hoá. Một trong những kết luận tổng quát nhất là trong lý thuyết phạm trù. Áp dụng lý thuyết biểu diễn, các cấu trúc đại số có thể được xem là một loại phạm trù (category) đặc biệt và các biểu diễn là hàm tử (functor) từ phạm trù của đối tượng đến phạm trù của mô-đun. Định nghĩa này dẫn đến 2 sự tổng quát hoá hiển nhiên: thứ nhất, các cấu trúc đại số có thể được thay thế bởi các phạm trù tổng quát hơn; thứ hai, phạm trù của mô-đun có thể được thay thế bởi những phạm trù khác đã được hiểu rõ hơn.

## Định nghĩa và khái niệm
Gọi V là không gian vectơ trên trường F. Lấy ví dụ V là Rn hoặc Cn, lần lượt là không gian chuẩn n-chiều của các vectơ cột trên trường số thực và số phức. Ý tưởng của lý thuyết biểu diễn là cụ thể hoá đại số trừu tượng trong ví dụ này bằng cách sử dụng ma trận vuông n × n của số thực hoặc số phức.
Có 3 loại cấu trúc đại số có thể được sử dụng: nhóm, đại số kết hợp, và đại số Lie:
- Tập hợp mọi ma trận khả nghịch n × n là nhóm với phép nhân ma trận, lý thuyết biểu diễn nhóm phân tích 1 nhóm bằng cách mô tả ("biểu diễn") các phần tử của nó dưới dạng ma trận khả nghịch.
- Phép cộng và phép nhân ma trận biến tập hợp mọi ma trận n × n thành một đại số kết hợp, do đó tồn tại một lý thuyết biểu diễn đại số kết hợp tương ứng.
- Nếu phép nhân ma trận MN được thay thế bằng giao hoán tử ma trận MN - NM, khi đó các ma trận n × n trở thành 1 đại số Lie, dẫn đến lý thuyết biểu diễn đại số Lie.

Khi tổng quát hoá cho mọi trường F và mọi không gian vectơ V trên F, ma trận được thay thế bằng ánh xạ tuyến tính và phép nhân ma trận được thay thế bằng hàm hợp: tồn tại 1 nhóm GL(V,F) là nhóm tự đẳng cấu của V, 1 đại số kết hợp EndF(V) của mọi phép tự đồng cấu trên V, và 1 đại số Lie gl(V,F) tương ứng.

### Định nghĩa
Có 2 cách định nghĩa 1 biểu diễn. Cách thứ nhất dùng ý tưởng từ phép đồng cấu nhóm, tổng quát hoá thành phép nhân ma trận thể hiện sự tác dụng của ma trận lên vectơ cột. Một biểu diễn của 1 nhóm G hoặc đại số A (kết hợp hoặc Lie) trên không gian vectơ V là 1 ánh xạ:
{\displaystyle \Phi :{G}\times {V}\mapsto {V}} hoặc {\displaystyle \Phi :{A}\times {V}\mapsto {V}}
thoả mãn 2 tính chất. Thứ nhất, với mọi phần tử g trong G (hoặc a trong A), ánh xạ:
{\displaystyle \Phi (g):{V}\mapsto {V}}

         {\displaystyle v\mapsto \Phi (g,v)}
là tuyến tính (trên F). Thứ hai, nếu ký hiệu g · v thay cho {\displaystyle \Phi (g,v)}, thì với mọi phần tử g1, g2 trong G và v trong V:
{\displaystyle (1)} {\displaystyle e\cdot {v}=v}
{\displaystyle (2)} {\displaystyle g_{1}\cdot {(g_{2}\cdot {}v)}=(g_{1}g_{2})\cdot {v}}
trong đó e là phần tử đơn vị của G và tích g1g2 là tích trong G. Điều kiện tương tự cho đại số kết hợp, ngoại trừ việc các đại số kết hợp không phải lúc nào cũng có phần tử đơn vị, nên phương trình (1) không được xét cho những trường hợp đó. Phương trình (2) là một biểu thức trừu tượng của tính kết hợp của phép nhân ma trận. Điều này không áp dụng cho hoán tử ma trận và cũng không có phần tử đơn vị cho giao hoán tử. Đo đó đói với đại số Lie, điều kiện cần duy nhất cho mọi a1, a2 trong A và v trong V là:
{\displaystyle (2')} {\displaystyle a_{1}\cdot {(a_{2}\cdot {v})}-a_{2}\cdot {(a_{1}\cdot {v})}=[a_{1},a_{2}]\cdot {v}}
trong đó [a1,a2] là hoán tử Lie, và có thể tổng quát hoá thành hoán tử ma trận MN-NM.

Cách thử hai để định nghĩa 1 biểu diễn dựa vào ánh xạ {\displaystyle \Phi } tạo ảnh là ánh xạ tuyến tính {\displaystyle \Phi (g):V\rightarrow {V}} của phần tử g trong G, thoả mãn: 
{\displaystyle \varphi (g_{1}g_{2})=\varphi (g_{1})\circ \varphi (g_{2})} với mọi {\displaystyle g_{1},g_{2}\in {G}}
và tương tự cho các trường hợp khác. Cách tiếp cận này súc tích hơn mà cũng trừu tượng hơn. Từ quan điểm này:
- 1 biểu diễn của 1 nhóm G trên 1 không gian vectơ V là 1 phép đồng cấu nhóm {\displaystyle \Phi :G\mapsto GL(V,{\bf {{F})}}},[11]
- 1 biểu diễn của 1 đại số kết hợp A trên không gian vectơ V là 1 phép đồng cấu đại số {\displaystyle \Phi :A\mapsto End_{\bf {F}}(V)},[11]
- 1 biểu diễn của 1 đại số Lie {\displaystyle {\mathfrak {a}}} trên không gian vectơ V là 1 phép đồng cấu đại số Lie {\displaystyle \Phi :{\mathfrak {a}}\mapsto gl(V,{\bf {{F})}}}.

### Thuật ngữ
Không gian vectơ V được gọi là không gian biển diễn của {\displaystyle \Phi } và chiều (nếu hữu hạn) được gọi là chiều của biểu diễn (đôi khi gọi là bậc). V cũng thường được quy ước là biểu diễn của chính nó trong trường hợp phép đồng cấu {\displaystyle \Phi } tường minh trong ngữ cảnh; nếu không ký hiệu (V,{\displaystyle \Phi }) sẽ được dùng để chỉ rõ 1 biểu diễn.
Khi V có hữu hạn chiều n, 1 bộ cơ sở có thể được chọn cho V để đồng nhất V với Fn, do đó thu được 1 biểu diễn ma trận có các phần tử trong trường F.
Một biểu diễn trung thực một biểu diễn (V,{\displaystyle \Phi }) sao cho phép đồng cấu {\displaystyle \Phi } là đơn ánh.

### Ánh xạ đẳng biến và phép đẳng cấu
Xét V và W là các không gian vectơ trên trường F, lần lượt với biểu diễn {\displaystyle \Phi } và {\displaystyle \Psi } của nhóm G, thì 1 ánh xạ đẳng biến từ V đến W là 1 ánh xạ tuyến tính {\displaystyle \alpha :V\mapsto {W}} sao cho:
{\displaystyle \alpha (g\cdot {v})=g\cdot {\alpha (v)}}
với mọi phần tử g trong G và v trong V. Mà {\displaystyle \Phi :G\mapsto {GL(V)}} và {\displaystyle \Psi :G\mapsto {GL(W)}}, suy ra:
{\displaystyle \alpha \circ \phi (g)=\psi (g)\circ \alpha } với mọi phần tử g trong G, đồng nghĩa với giản đồ giao hoán sau:

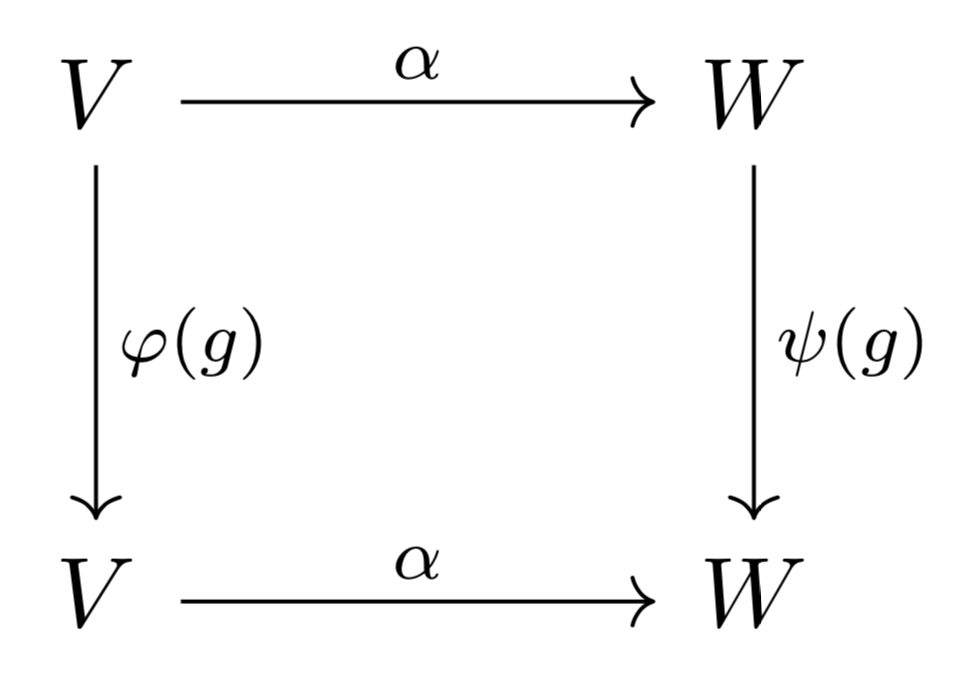

Các ánh xạ đẳng biến cho các biểu diễn của 1 đại số kết hợp hoặc đại số Lie cũng được định nghĩa tương tự. Xét {\displaystyle \alpha } khả nghịch, thì {\displaystyle \alpha } được gọi là 1 phép đẳng cấu, trong đó V và W (hay chính xác hơn là {\displaystyle \Phi } và {\displaystyle \Psi }) là biểu diễn đẳng cấu, hay còn gọi là biểu diễn tương đương. Một ánh xạ đẳng biến thường được gọi là ánh xạ đan bện của biểu diễn. Trong trường hợp nhóm G, đôi khi nó cũng được gọi là ánh-xạ-G.
Trong thực tế, biểu diễn đẳng cấu là "như nhau"; chúng cung cấp cùng một thông tin về nhóm hoặc đại số được biểu diễn. Do đó, lý thuyết biểu diễn phân loại biểu diễn theo sự đẳng cấu.

### Biểu diễn con, không gian thương, và biểu diễn tối giản
Xét (V,{\displaystyle \Psi }) là 1 biểu diễn của nhóm G, và W là không gian con tuyến tính của V bảo toàn dưới tác dụng của G sao cho {\displaystyle g\cdot {w}\in {W}} với mọi {\displaystyle w\in {W}} (còn gọi là ổn định dưới G), khi đó W được gọi là biểu diễn con: bằng cách định nghĩa {\displaystyle \Phi (g)} là chế hạn của của {\displaystyle \Psi (g)} đối với W, (W,{\displaystyle \Phi }) là 1 biểu diễn của G và ánh xạ bao hàm của W vào trong V là 1 ánh xạ đẳng biến. Không gian thương {\displaystyle V/W} cũng có thể đóng vai trò là biểu diễn của nhóm G.
Xét V có chính xác 2 biểu diễn con, là không gian tầm thường con {0} và chính V, khi đó biểu diễn của V được gọi là tối giản; nếu V có biểu diễn phi tầm thường con cố hữu, biểu diễn của V được gọi là khả quy (rút gọn được).
Định nghĩa của biểu diễn tối giản đã bao hàm cả bổ đề Schur: 1 ánh xạ đẳng biến {\displaystyle \alpha :V\mapsto {W}} giữa các biểu diễn tối giản chỉ có thể là ánh xạ không hoặc 1 phép đẳng cấu, do hạch (kernel) và ảnh (image) của nó đều là biểu diễn con. Cụ thể thông qua định nghĩa, khi {\displaystyle V=W}, phép tự đồng cấu đẳng biến của V tạo thành 1 đại số chia kết hợp trên trường F. Xét F là trường đóng đại số, phép tự đồng cấu đẳng biến duy nhất của 1 biểu diễn tối giản là phép nhân vô hướng của phần tử đơn vị.
Biểu diễn tối giản là nền tảng của lý thuyết biểu diễn: xét 1 biểu diễn V không tối giản, khi đó V được cấu tạo từ những biểu diễn con và 1 không gian thương "đơn giản hơn" (theo 1 mức độ nào đó); chẳng hạn, xét V hữu hạn chiều, khi đó cả biểu diễn con lẫn không gian thương sẽ có số chiều nhỏ hơn.

### Tổng trực tiếp và mô-đun không khải triển được
Xét (V,{\displaystyle \Phi }) và (W,{\displaystyle \Psi }) là các biểu diễn của nhóm G, tổng trực tiếp của V và W cũng là 1 biểu diễn được viết dưới dạng chính tắc qua phương trình:
{\displaystyle g\cdot (v,w)=(g\cdot {v},g\cdot {w})}
Tổng trực tiếp của 2 biểu diễn không mang nhiều thông tin về nhóm hơn từng biểu diễn riêng lẻ. Nếu 1 biểu diễn là tổng trực tiếp của 2 biểu diễn phi tầm thường con cố hữu, nó được coi là khai triển được. Nếu không thì nó được coi là không khai triển được.

### Tính khả quy đầy đủ
Trong một số trường hợp nhất định, mỗi biểu diễn hữu hạn chiều là 1 tổng trực tiếp của những biểu diễn tối giản: các biểu diễn như vậy được gọi là nửa đơn giản (semisimple). Trong trường hợp đó, chỉ cần biết thông tin về biểu diễn tối giản là đủ. Những ví dụ về hiện tượng "khả quy đầy đủ" bao gồm các nhóm hữu hạn và nhóm compact, và các đại số Lie nửa đơn giản.
Trong trường hợp không khả quy đầy đủ, cần phải biết làm cách nào mô-đun không khai triển được được xây dựng từ biểu diễn tối giản thông qua mở rộng 1 không gian thương bằng 1 biểu diễn con.

### Tích tenxơ của biểu diễn
Giả sử {\displaystyle \Phi _{1}:G\mapsto (V_{1})} và {\displaystyle \Phi _{2}:G\mapsto (V_{2})} là biểu diễn của nhóm G. Khi đó ta có thể suy ra 1 biểu diễn {\displaystyle \Phi _{1}\otimes \Phi _{2}} của G tác dụng lên không gian tích tenxơ là 1 không gian vectơ {\displaystyle V_{1}\otimes {V_{2}}} như sau:
{\displaystyle (\Phi _{1}\otimes \Phi _{2})(g)=\Phi _{1}(g)\otimes \Phi _{2}(g)}
Nếu {\displaystyle \Phi _{1}} và {\displaystyle \Phi _{2}} là các biểu diễn của 1 đại số Lie, công thức sẽ trở thành:
{\displaystyle (\Phi _{1}\otimes \Phi _{2})(A)=\Phi _{1}(A)\otimes {I}+I\otimes \Phi _{2}(A)}
Một cách tổng quát, tích tenxơ của biểu diễn tối giản thì không tối giản; các phương pháp khai triển 1 tích tenxơ thành tổng trực tiếp của các biểu diễn tối giản thuộc về lý thuyết Clebsch-Gordan.
Trong lý thuyết biểu diễn của nhóm SU(2) (hoặc tương ứng với đại số Lie phức hoá {\displaystyle sl(2;\mathbb {C} )} của nó), khai triển này là dễ. Các biểu diễn tối giản được đánh dấu bằng 1 tham số {\displaystyle l} nguyên hoặc bán nguyên; khi đó biểu diễn có số chiều bằng {\displaystyle 2l+1}. Giả sử ta lấy tích tenxơ của 2 biểu diễn có tham số là {\displaystyle l_{1}} và {\displaystyle l_{2}}, giả thiết {\displaystyle l_{1}\geqslant {l_{2}}}. Khi đó tích tenxơ khai triển thành tổng trực tiếp của mỗi biểu diễn được đánh dấu {\displaystyle l}, với {\displaystyle l} trong khoảng từ {\displaystyle l_{1}-l_{2}} đến {\displaystyle l_{1}+l_{2}} và số gia là 1. Ví dụ, xét {\displaystyle l_{1}=l_{2}=1}, khi đó các giá trị của {\displaystyle l} là 0, 1, và 2. Suy ra, biểu diễn tích tenxơ có số chiều {\displaystyle 3\times {3}=9} khai triển thành tổng trực tiếp có số chiều tương ứng {\displaystyle 1+3+5=9} chiều, trong đó 1 biểu diễn 1-chiều {\displaystyle (l=0)}{\displaystyle (m_{l}=\{0\})}, 1 biểu diễn 3-chiều {\displaystyle (l=1)}{\displaystyle (m_{l}=\{-1;0;1\})}, và 1 biểu diễn 5-chiều {\displaystyle (l=2)}{\displaystyle (m_{l}=\{-2;-1;0;1;2\})}.

## Các nhánh và chủ đề nghiên cứu
Lý thuyết biểu diễn nổi bật vì số lượng nhánh nghiên cứu mà nó có, và sự đa dạng các hướng tiếp cận để nghiên cứu biểu diễn của nhóm và đại số. Mặc dù điểm chung của tất cả các lý thuyết là các khái khái niệm cơ bản đã được thảo luận, nhưng chúng cũng có sự khác biệt đáng kể về mặt chi tiết. Ít nhất 3 điểm khác nhau như sau có thể được liệt kê:
1. Lý thuyết biểu diễn phụ thuộc vào loại cấu trúc đại số được biểu diễn. Có nhiều lớp nhóm, đại số kết hợp, và đại số Lie; và mỗi lý thuyết biểu diễn của chúng đều có màu sắc riêng.
2. Lý thuyết biểu diễn phụ thuộc vào tính chất của không gian vectơ mà cấu trúc đại số được biểu diễn trên đó. Phân biệt quan trọng nhất là giữa biểu diễn hữu hạn chiều và biểu diễn vô hạn chiều. Trong trường hợp vô hạn chiều, các cấu trúc bổ trợ trở nên quan trọng (ví dụ, việc xét không gian có phải là không gian Hilbert hay không gian Banach, v.v...). Cấu trúc đại số bổ trợ cũng có thể phải được xét trong trường hợp hữu hạn chiều.
3. Lý thuyết biểu diễn phụ thuộc vào trường mà không gian vectơ được định nghĩa trên đó. Những trường hợp quan trọng nhất bao gồm trường số phức, trường số thực, trường hữu hạn, và các trường số p-adic. Những thách thức khác bao gồm trường có định trị dương và trường đóng đại số.

### Nhóm hữu hạn
Biểu diễn nhóm là công cụ quan trọng trong nghiên cứu nhón hữu hạn. Nó cũng xuất hiện trong quá trình ứng dụng lý thuyết nhóm hữu hạn vào hình học và nhóm tinh thể. Biểu diễn nhóm hữu hạn thể hiện nhiều đặc trưng của 1 lý thuyết tổng quát và dẫn đến nhiều nhánh và chủ đề khác nhau trong lý thuyết biểu diễn.

Trên 1 trường có định trị không, biểu diễn của 1 nhóm hữu hạn H có một số tính chất tiện lợi. Thứ nhất, biểu diễn của G là nửa đơn giản (khả quy đầy đủ). Đây là hệ quả của định lý Maschke, phát biểu rằng biểu diễn con bất kỳ V của của 1 biểu diễn W trên G có 1 phần bù bất biến trên G. Một cách chứng minh là chọn 1 phép chiếu bất kỳ {\displaystyle \pi } từ W đến V và thay thế nó bằng lượng trung bình {\displaystyle \pi _{G}} của nó được cho bởi:
{\displaystyle \pi _{G}(x)={1 \over |G|}\sum _{g\in {G}}g\cdot \pi (g^{-1}\cdot {x})}
{\displaystyle \pi _{G}} khi đó đẳng biến, và hạch của nó là phần bù yêu cầu.

Biểu diễn hữu hạn chiều của G có thể được hiểu dựa vào lý thuyết định trị (character theory): định trị của 1 biểu diễn {\displaystyle \Phi :G\mapsto GL(V))} là hàm lớp {\displaystyle \chi _{\varphi }:G\mapsto {F}} định nghĩa bởi:
{\displaystyle \chi _{\varphi }(g)=\mathrm {Tr} (\varphi (g))}
trong đó Tr là vết. Một biểu diễn tối giản của G được xác đinh đầy đủ bởi định trị của nó.
Định lý Maschke đúng với các trường có định trị dương p tổng quát hơn, như các trường hữu hạn, miễn là số nguyên số p là số đồng nguyên tố đối với cấp của G. Khi p và |G| có ước số chung lớn nhất, tồn tại biểu diễn của G là phi nửa đơn giản, đây là 1 nhánh nghiên cứu con gọi là lý thuyết biểu diễn mô-đun.

Kỹ thuật lượng trung bình cũng cho thấy nếu trường F là số thực hoặc số phức, thì biểu diễn bất kỳ của G bảo toàn 1 tích trong {\displaystyle \langle \cdot ,\cdot \rangle } trên V theo cách:
{\displaystyle \langle {g\cdot {v},g\cdot {w}}\rangle =\langle {v,w}\rangle }
với mọi g trong G và v, w trong W. Nên biểu diễn bất kỳ trên G là đơn nguyên.
Các biểu diễn đơn nguyên tự động sẽ là nửa đơn giản, vì kết quả của Maschke có thể được chứng minh bằng cách lấy phần bù trực giao của 1 biểu diễn con. Khi nghiên cứu biểu diễn của các nhóm không hữu hạn, biểu diễn đơn nguyên cung cấp 1 sự tổng quát hoá tương đối tốt cho các biểu diễn thực và phức cho 1 nhóm hữu hạn.
Kết quả từ định lý Maschke và tính chất đơn nguyên dựa trên lượng trung bình có thể được tổng quát hoá thành các nhóm tổng quát hơn bằng cách thay thế lượng trung bình bằng tích phân, miễn là khái niệm phù hợp cho tích phân có thể được định nghĩa. Điều này có thể được thực hiện cho nhóm tôpô compact (bao gồm nhóm Lie compact), bằng cách sử dụng độ đo Haar, và kết quả là 1 lý thuyết với tên gọi giải tích điều hoà trừu tượng.
Trên các trường bất kỳ, tồn tại một lớp các nhóm hữu hạn khác có lý thuyết biểu diễn tương đối hoàn thiện là nhóm hữu hạn kiểu Lie. Minh hoạ tiêu biểu là nhóm đại số tuyến tính trên trường hữu hạn. Lý thuyết biểu diễn của nhóm đại số tuyến tính và nhóm Lie mở rộng các ví dụ này cho các nhóm vô hạn chiều, trong đó nhóm Lie có quan hệ mật thiết với biểu diễn đại số Lie. Tầm quan trọng của lý thuyết định trị cho nhóm hữu hạn có một sự tương tự như trong lý thuyết cân cho biểu diễn của nhóm Lie và đại số Lie.
Biểu diễn của nhóm hữu hạn G cũng liên quan trực tiếp đến biểu diễn đại số thông qua đại số nhóm F[G], là 1 không gian vector trên F với các phần tử của G là bộ cơ sở, cùng với một toán tử nhân đinh nghĩa bởi toán tử nhóm, độ tuyến tính, và điều kiện cần là ttoasn tử nhóm và phép nhân vô hướng phải giao hoán.

### Biểu diễn mô-đun
Biểu diễn mô-đun của 1 nhóm hữu hạn G là biểu diễn trên 1 trường mà định trị của nó không đồng nguyên tố với {\displaystyle \left\vert G\right\vert }, dẫn đến định lý Maschke không còn hữu hiệu (vì {\displaystyle \left\vert G\right\vert } không khả nghịch trong F nên nó không chia được). Dù vậy, Richard Brauer đã mở rộng được phần lớn lý thuyết định trị thành biểu diễn mô-đun, và lý thuyết này đóng vai trò quan tọng trong sự phát triển của lớp các nhóm đơn giản hữu hạn, đặc biệt là đối với các nhóm đơn giản có định trị không tuân theo các phương pháp thuần tuý lý thuyết nhóm bởi vì 2-nhóm con Sylow của nó "quá nhỏ".
Cũng tương tự như ứng dụng trong lý thuyết nhóm, biểu diễn mô-đun xuất hiện 1 cách tự nhiên trong các nhánh nghiên cứu khác của toán học, ví dụ như hình học đại số, lý thuyết mã hoá, toán học tổ hợp, và lý thuyết số.

### Biểu diễn đơn nguyên (unitary)
Một biểu diễn đơn nguyên của 1 nhóm G là 1 biểu diễn tuyến tính {\displaystyle \Phi } của G trên 1 không gian Hilbert thực hoặc (thường là) phức, sao cho {\displaystyle \Phi (g)} là 1 toán tử đơn nguyên với mọi {\displaystyle g\in G}. Các biểu diễn như vậy đã được sử dụng rộng rãi trong cơ học lượng tử từ những thập niên 1920, nhờ vào công trình đặc biệt của Hermann Weyl, và điều này đã tạo cảm hứng để phát triển lý thuyết này, nổi bật nhất là qua công trình khảo sát biểu diễn nhóm Poincaré của Eugene Wigner. Một trong những nhà tiên phong trong việc xậy dựng 1 lý thuyết tổng quát cho biểu diễn đơn nguyên (cho mọi nhóm G thay vì những nhóm cụ thể có ứng dụng hữu ích trong cơ học lượng tử) là George Mackey, và 1 lý thuyết mở rộng đã được phát triển bởi Harish-Chandra và những nhà nghiên cứu độc lập khác vào những thập niên 1950 và 1950.
Mục đích chính là để mô tả "đối ngẫu đơn nguyên", là không gian các biểu diễn đơn nguyên tối giản của G. Lý thuyết này được phát triển hoàn thiện nhất cho trường hợp G là nhóm tôpô compact địa phương (Hausdorff) và biểu diễn là tôpô mạnh. Đối với nhóm G abel, đối ngẫu đơn nguyên là không gian các định trị; đối với nhóm G compact, định lý Peter-Weyl chứng minh biểu diễn đơn nguyên tối giản có hữu hạn chiều và đối ngẫu đơn nguyên là rời rạc. Ví dụ, nếu G là nhóm tròn S1, thì định trị là số nguyên, và đối ngẫu là được cho bởi vành số nguyên {\displaystyle \mathbb {Z} }.
Đối với nhóm G không compact, việc xác định biểu diễn nào đơn nguyên là mơ hồ. Mặc dù biểu diễn đơn nguyên tối giản phải được "thừa nhận" (là mô-đun Harish-Chandra) và việc xác định biểu diễn được thừa nhận nào có dạng hàm bán song tuyến tính bất biến không suy biến (nondegenerate invariant sesquilinear form), việc phát hiện khi nào hàm này xác định dương (positive definite) vẫn là rất khó. Dù là cho các nhóm tương đối khoẻ mạnh (well-behaved) như nhóm Lie nửa đơn giản thực (đề cập bên dưới), một phương pháp hiệu quả để mô tả đối ngẫu đơn nguyên vẫn còn là 1 vấn đề mở quan trọng trong lý thuyết biểu diễn. Nó đã được giải cho nhiều nhóm cụ thể, chẳng hạn như SL(2,R) và nhóm Lorentz.

### Giải tích điều hoà
Đối ngẫu giữa nhóm tròn S1 vành số nguyên {\displaystyle \mathbb {Z} }, hay tổng quát hơn, giữa hình xuyến Tn và {\displaystyle \mathbb {Z} ^{n}} được biết đến 1 cách sâu sắc trong giải tích dưới danh nghĩa là lý thuyết chuỗi Fourier, và tương tự, biến đổi Fourier đã chỉ ra không gian định trị trên trường vectơ thực là không gian vectơ đối ngẫu. Do đó lý thuyết biểu diễn đơn nguyên và giải tích điều hoà có mối liên hệ mật thiết, và giải tích điều hoà trừu tượng là sự khai thác mối liên hệ này bằng cách phát triển giải tích hàm trên các nhóm tôpô compact địa phương cùng các không gian có liên quan.
Mục đích chính là để cung cấp 1 dạng tổng quát của biến đổi Fourier và định lý Plancherel. Điều này được thực hiện bằng cách xây dựng 1 độ đo trên đối ngẫu đơn nguyên và 1 phép đẳng cấu giữa biễu diễn thông thường của G trong không gian Lebesgue L2(G) của các hàm bình phương khả tích (square integrable) trên G và biểu diễn của nó trên không gian hàm L2 trên đối ngẫu đơn nguyên. Điều này được thiết lập cho nhóm G abel và nhóm G compact lần lượt bởi đối ngẫu Pontryagin và định lý Peter-Weyl.
Một hướng tiếp cận khác dành cho mọi biểu diễn đơn nguyên, không chỉ những biểu diễn tối giản. Cách tiếp cận này viện đến lý thuyết phạm trù, khi đó đối ngẫu Tannaka-Krein cung cấp 1 cách để thu được 1 nhóm compact từ phạm trù các biểu diễn đơn nguyên của nó.
Nếu nhóm không abel hay compact, thì chưa có 1 lý thuyết tổng quát nào tương tự như định lý Plancherel hay định lý đảo Fourier được biết, mặc dù Alexander Grothendieck đã mở rộng đối ngẫu Tannaka-Krein thành 1 mối liên hệ giữa nhóm đại số tuyến tính và phạm trù Tannaka.
Giải tích điều hoà đã được mở rộng từ giải tích các hàm trên nhóm G cho các hàm trên các không gian đồng nhất cho G. Lý thuyết này phát triển đặc biệt hoàn thiện cho các không gian đối xứng và cung cấp 1 lý thuyết của các hàm tự đẳng cấu (đề cập bên dưới).

### Nhóm Lie
Một nhóm Lie là 1 đa tạp khả vi. Nhiều loại ma trận cổ điển trên trường số thực hoặc phức là nhóm Lie. Nhiều nhóm quan trọng trong vật lý và hoá học là nhóm Lie, và lý thuyết biểu diễn của nó đóng vai trò quyết định trong việc ứng dụng lý thuyết nhóm vào các lĩnh vực đó.
Lý thuyết biểu diễn của nhóm Lie có thể được phát triển trước tiên là phải xét đến nhóm compact, là nơi mà lý thuyết biểu diễn compact được áp dụng. Lý thuyết này có thể được mở rông thành biểu diễn vô hạn chiều của nhóm Lie nửa đơn giản dựa vào mẹo đơn nguyên của Weyl: mỗi nhóm Lie nửa đơn giản thực G đều có 1 dạng phức hoá, là 1 nhóm Lie phức GC, và nhóm Lie phức này hó 1 nhóm con compact cực đại K. Biểu diễn hữu hạn chiều của G gần như tương ứng với biễu diễn của K.
Một cách tổng quát, 1 nhóm Lie là 1 tích nửa trực tiếp của 1 nhóm Lie giải được và 1 nhóm Lie nửa đơn giản (khai triển Levi). Phân loại biểu diễn của các nhóm Lie giải được một cách tổng quát là khó khăn, nhưng thường trở nên dễ dàng trong các trường hợp thực tế. Biểu diễn của tích nửa trực tiếp có thể được khảo sát bằng những kết quả kế thừa từ lý thuyết Mackey, vốn là sự tổng quát hoá của các phương pháp dùng trong phân loại Wigner của các biểu diễn của nhóm Poincaré.

### Đại số Lie
Một đại số Lie trên trường F là 1 không gian vectơ trên F và có 1 toán tử song tuyến tính đối xứng lệch gọi là hoán tử Lie, thoả mãn hằng đẳng thức Jacobi. Cụ thể, đại số Lie phát sinh thành không gian tiếp tuyến của nhóm Lie tại phần tử đơn vị, dẫn đến việc nó có thể được hiểu là các "đối xứng vi phân". Một hướng tiếp cận quan trọng đến lý thuyết biểu diễn của nhóm Lie là nghiên cứu về lý thuyết biểu diễn của đại số Lie tương ứng, mặc dù biểu diễn đại số Lie cũng có tầm quan trọng riêng của nó.
Cũng như nhóm Lie, đại số Lie có 1 khai triển Levi thành các thành phần nửa đơn giản và thành phần giải được, với lý thuyết biểu diễn của đại số Lie giải được về mặt tổng quát là khó khăn. Ngược lại, biểu diễn hữu hạn chiều của đại số Lie nửa đơn giản hoàn toàn dễ hiểu sau công trình của Élie Cartan. Một biểu diễn của 1 đại số Lie nửa đơn giản {\displaystyle {\mathfrak {g}}} được khảo sát bằng cách chọn một đại số con Cartan, cơ bản là 1 đại số con cực đại {\displaystyle {\mathfrak {h}}} của {\displaystyle {\mathfrak {g}}} mà hoán tử Lie bằng 0 ("abel" - "giao hoán") trên đó. Biểu diễn của {\displaystyle {\mathfrak {g}}} của thể được khai triển thành không gian cân, là không gian riêng cho tác dụng của {\displaystyle {\mathfrak {h}}} và tương tự vi phân của định trị. Cấu trúc của đại số Lie nửa đơn giản giúp đơn giản hoá việc phân tích các biểu diễn để dễ dàng biết được tổ hợp của các cân khả dĩ có thể xuất hiện.

#### Đại số Lie vô hạn chiều
Có nhiều lớp đại số Lie vô hạn chiều mà biểu diễn của nó đã đuọc nghiên cứu. Trong số đó, 1 lớp quan trọng là đại số Kac-Moody. Chúng được đặt tên theo Victor Kac và Robert Moody, 2 nhà toán học cùng khám phá nó ra 1 cách độc lập. Những đại số này tổng quát hoá đại số Lie nửa đơn giản hữu hạn chiều và mang nhiều tính chất tổ hợp chung. Điều này có nghĩa là chúng có 1 lớp các biểu diễn có cùng 1 cách hiểu với đại số Lie nửa đơn giản.
Đại số Lie afin là 1 trường hợp đặc biệt của đại số Kac-Moody, có tầm quan trọng nhất định trong toán học và vật lý lý thuyết, đặc biệt là lý thuyết trường bảo giác (CFT) và lý thuyết các mô hình giải được chính xác (mô hình khả tích đầy đủ). Kac đã khám phá ra 1 chứng minh tuyệt vời cho một số hằng đẳng thức tổ hợp nhất định, các hằng đẳng thức Macdonald, dựa trên lý thuyết biểu diễn của đại số afin Kac-Moody.

#### Siêu đại số Lie
Siêu đại số Lie là những sự tổng quát hoá đại số Lie sao cho không gian vectơ có {\displaystyle \mathbb {Z} _{2}}-grading, đối xứng lệch và hằng đẳng thức Jacobi của hoán tử Lie bị thay đổi dấu. Lý thuyết biểu diễn của chúng giống với lý thuyết biểu diễn của đại số Lie.

### Nhóm đại số tuyến tính
Nhóm đại số tuyến tính (hay tổng quát hơn, scheme nhóm afin) là tương tự của nhóm Lie trong hình học đại số, nhưng trên các trường tổng quát hơn như {\displaystyle \mathbb {R} } hoặc {\displaystyle \mathbb {C} }. Cụ thể, trên các trường hữu hạn, nó phát sinh các "nhóm hữu hạn kiểu Lie" Mặc dù các nhóm đại số tuyến tính có lớp rất gần với nhóm Lie, lý thuyết biểu diễn của nó là khác (và được biết đến rất ít) và yêu cầu những kỹ thuật khác, do tôpô Zarisky tương rối yếu, và các kỹ thuật giải thích không còn khả năng sử dụng.

### Lý thuyết bất biến
Lý thuyết bất biến nghiên cứu tác dụng lên cá đa tạp đại số từ quan điểm ảnh hưởng của chúng lên hàm số, vốn là biểu diễn của nhóm. Theo cách cổ điển, lý thuyết này trả lời cho câu hỏi làm sao để mô tả rõ ràng các hàm đa thức không đổi, hay bất biến, dưới biến đổi từ 1 nhóm tuyến tính. Hướng tiếp cận hiện đại khảo sát phép khai triển những biểu diễn này thành tối giản.
Lý thuyết bất biến của các nhóm vô hạn gắn liền với sự phát triển của đại số tuyến tính, đặc biệt là các lý thuyết về hàm bậc hai và định thức. Một vấn đề nữa có ảnh hưởng chung mạnh mẽ là hình học xạ ảnh, nơi mà lý thuyết bất biến có thể được dùng để hình thành lĩnh vực này. Trong những năm 1960, David Mumford đã mang đến lĩnh vực này sức sống mới nhờ vào lý thuyết bất biến hình học của ông ấy.
Lý thuyết biểu diễn của các nhóm Lie nửa đơn giản bắt nguồn từ lý thuyết bất biến và mối quan hệ chặt chẽ giữa lý thuyết biểu diễn và hình học đại số có nhiều nét tương đồng trong hình học vi phân, bắt nguồn từ chương trình Erlangen của Felix Klein và liên lạc Cartan của Élie Cartan, đã đặt nhóm và đối xứng và vị trí trung tâm của hình học. Những phát triển hiện đại đã kết nối lý thuyết biểu diễn và lý thuyết bất biến đến nhiều lĩnh vực đa dạng như nhóm hoàn chỉnh (holonomy), toán tử vi phân, và lý thuyết hàm đa phức biến.

### Hàm tự đẳng cấu và lý thuyết số
Hàm tự đẳng cấu là sự tổng quát hoá của hàm mô-đun thành hàm giải tích tổng quát hơn, có thể là hàm đa phức biến, với những tính chất biến đổi tương tự. Sự tổng quát hoá này thay thế nhóm mô-đun PSL2(R) và 1 nhóm đồng dư con được chọn bằng 1 nhóm Lie nửa đơn giản G và 1 nhóm rời rạc con {\displaystyle \Gamma }. Cũng như hàm mô-đun có thể được coi là hàm vi phân của 1 không gian thương của không gian nửa trên {\displaystyle H=PSL_{2}(\mathbb {R} )/SO(2)}, hàm tự đẳng cấu có thể được coi là hàm vi phân (hoặc cấu trúc tương tự) trên {\displaystyle \Gamma \backslash G/K}, trong đó K (thường) là 1 nhóm compact con cực đại của G. Tuy nhiên cần phải lưu ý vì không gian thương thường có các điểm kỳ dị. Không gian thương của 1 nhóm Lie nửa đơn giản cho bởi 1 nhóm compact con là 1 không gian đối xứng, do đó lý thuyết hàm tự đồng cấu liên hệ mật hiết với giải tích điều hoà trong không gian đối xứng.
Trước khi có sự phát triển của lý thuyết tổng quát, nhiều trường hợp đặc biệt đã được nghiên cứu chi tiết, bao gồm hàm mô-đun Hilbert và hàm mô-đun Siegel. Những kết quả quan trọng trong lý thuyết này bao gồm công thức vết Selberg và sự cụ thể hoá định lý Riemann-Roch của Robert Langlands có thể được áp dụng để tính số chiều của không gian các hàm tự đồng cấu. Khái niệm "biểu diễn tự đồng cấu" được đưa ra sau đó đã được chứng minh có giá trị to lớn trong việc giải quyết các bài toán mà G là 1 nhóm đại số, và được xử lý như là nhóm đại số adele. Kết quả của nó là sự phát triển của cả một triết lý mới gọi là chương trình Langlands xung quanh những mối quan hệ giữa biểu diễn và các tính chất lý thuyết số của hàm tự đẳng cấu.

### Đại số kết hợp
Theo 1 cách nào đó, biểu diễn đại số kết hợp tổng quát hoá cả biểu diễn nhóm lẫn biểu diễn đại số Lie. Một biểu diễn của 1 nhóm tạo ra 1 biểu diễn của 1 vành nhóm hoặc đại số nhóm tương ứng, trong khi biểu diễn của 1 đại số Lie là tương ứng qua lại với biểu diễn của đại số bao phổ quát (universal enveloping algebra). Tuy nhiên, lý thuyết biểu diễn của đại số kết hợp tổng quát không có tất cả tính chất đẹp như lý thuyết biểu diễn của nhóm và đại số Lie.

#### Lý thuyết mô-đun
Khi xét biểu diễn của đại số kết hợp, trường cơ sở có thể không xét đến, và đơn giản là xem đại số kết hợp như 1 vành, và biểu diễn của nó là module. Cách tiếp cận này đã gặt hái được nhiều thành quả kinh ngạc: rất nhiều kết quả trong lý thuyết biểu diễn có thể được diễn giải thành các trường hợp đặc biệt của mô-đun trên vành.

#### Đại số Hopf và nhóm lượng tử
Đại số Hopf cung cấp 1 phương thức cải tiến lý thuyết biểu diễn của đại số kết hợp, trong khi vẫn duy trì lý thuyết biểu diễn của nhóm và đại số Lie như là các trường hợp đặc biệt. Cụ thể, tích tenxơ của 2 biểu diễn được xem là là 1 biểu diễn, không gian vectơ đối ngẫu cũng vậy.
Đại số Hopf gắn ghép với các nhóm có cấu trúc đại số giao hoán, và do đó đại số Hopf còn được gọi là nhóm lượng tử, mặc dù thuật ngữ này thường bị hạn chế cho một vài đại số Hopf nhất định xuất hiện từ sự biến dạng của các nhóm hoặc đại số bao phổ quát của chúng. Lý thuyết biểu diễn của nhóm lượng tử đã được nhiều hiểu biết đáng kinh ngạc cho lý thuyết biẻu diễn của nhsom Lie và đại số Lie, chẳng hạn như bộ cơ sở kết tinh của Kashiwara.

## Tổng quát hoá

### Biểu diễn lý thuyết tập hợp
Một biểu diễn lý thuyết tập hợp (còn được gọi là nhóm tác dụng hay biểu diễn hoán vị) của 1 nhóm G trên tập hợp X được cho bởi 1 hàm {\displaystyle \rho } từ G đến XX, là tập hợp các hàm số từ X đến X, sao cho với mọi g1, g2 trong G và mọi x trong X:
{\displaystyle \rho (1)[x]=x}
{\displaystyle \rho (g_{1}G_{2})[x]=\rho (g_{1})[\rho (g_{2})[x]]}
Điều kiện này cùng với những tiên đề cho 1 nhóm hàm ý rằng {\displaystyle \rho (g)} là 1 song ánh (hoặc hoán vị) với mọi g trong G. Nên 1 biểu diễn hoán vị có thể được định nghĩa tương đương với 1 phép đồng cấu nhóm từ G đến nhóm đối xứng SX của X.

### Biểu diễn trong những phạm trù khác
Mọi nhóm G có thể được xem là 1 phạm trù có 1 cấu trúc; các cấu xạ trong phạm trù này chỉ là phần tử G. Gọi C là 1 phạm trù bất kỳ, 1 biểu diễn của G trong C là 1 hàm tử từ G đến C. 1 hàm tử như vậy chọn ra 1 cấu trúc X trong C và 1 phép đồng cấu nhóm từ G đến Aut(X) là nhóm tự đẳng cấu của X.
Trong trường hợp C là VectF, là phạm trù các không gian vectơ trên trường F, định nghĩa này tương đương với biểu diễn tuyến tính. Cũng như vậy, 1 biểu diễn lý thuyết tập hợp là 1 biểu diễn của G trong phạm trù các tập hợp.
Một ví dụ khác là về phạm trù các không gian tôpô Top. Các biểu diễn trong Top là phép đồng cấu từ G đến nhóm đồng phôi của 1 không gian tôpô X.
Hai loại biểu diễn liên quan chặt chẽ đến biểu diễn tuyến tính là:
- biểu diễn xạ ảnh: trong phạm trù các không gian xạ ảnh. Những biểu diễn này có thể được hiểu là "biểu diễn tuyến tính theo biến đổi vô hướng."
- biểu diễn afin: trong phạm trù các không gian afin. Ví dụ, nhóm Euclide tác dụng afin lên không gian Euclide.

### Biểu diễn phạm trù
Vì nhóm là phạm trù, nên biểu diễn có thể được áp dụng vào những phạm trù khác. Sự tổng quát hoá đơn giản nhất là cho monoid, vốn là phạm trù có 1 cấu trúc. Nhóm là monoid khi mỗi cấu xạ đều khả nghịch. Thông thường các monoid đều có biểu diễn trong mọi phạm trù. Trong phạm trù của các tập hợp, nó được thay bằng tác dụng monoid, nhưng trên không gian vectơ và các cấu trúc khác thì biểu diễn monoid có thể được nghiên cứu.
Tổng quát hơn, giả thiết phạm trù chỉ có 1 cấu trúc có thể được giảm tải. Tổng quát hoá hoàn toàn, nó trở thành lý thuyết hàm tử giữa các phạm trù.
Một trường hợp đặc biệt ảnh hưởng sâu sắc đến lý thuyết biểu diễn, đó là lý thuyết biểu diễn của quiver. Quiver đơn giản là 1 đồ thị có hướng (và được phép có nhiều vòng lặp và mũi tên), nhưng nó cũng có thể được định nghĩa là phạm trù (và thậm chí là 1 đại số) dựa vào đường đi trên đồ thị. Biểu diễn của phạm trù/đại số như vậy đã khai sáng nhiều khía cạnh của lý thuyết biểu diễn, chẳng hạn như trong một số trường hợp, bài toán sử dùng lý thuyết biểu diễn phi nửa đơn giản để khảo sát 1 nhóm có thể được rút gọn thành bài toán sử dụng lý thuyết biểu diễn nửa đơn giản để khảo sát 1 quiver.